# 易元貞
易元貞（16世紀—1552年），字正之、又字會侯，廣西桂林府臨桂縣人，明朝政治人物。

## 生平
易元貞是嘉靖十六年（1537年）的舉人，授崇陽知縣，體恤孤弱、禁止強橫，在乳山步禱祈求下雨；調任平江，為政依然廉介，處事一絲不苟，餘暇集結諸生講學，上級交章推薦，但未及升遷就已去世，行李蕭然，士民拿出金錢為他殮葬，同時為他罷市，崇陽人得知後也前來祭奠，入祀兩地名宦祠。

## 引用
1. 1 2  同治《廣西通志·卷二百五十八·列傳三》：易元貞，字正之，桂林人，嘉靖己酉自崇陽知縣調平江，恤孤弱、禁強禦，暇日延諸生論道談文，當道交章薦之，檄至卒，囊無餘物，士民殮之，哀痛為之罷市，崇陽士民亦羣來泣弔。 李志
2. ↑  光緒《臨桂縣志·卷二十四·選舉二》：（嘉靖）十六年丁酉（舉人）……易元貞 知縣
3. ↑  同治《崇陽縣志·卷六·職官志》：易貞元【元貞】，字會侯，臨桂人，舉人，嘉靖丁未任（知縣），廉介自持、遇事不苟，尤恤孤弱禁彊禦，步禱乳山應時澍雨，調平江歿於官，崇民受其惠者匍匐致哀焉。
4. ↑  嘉慶《平江縣志·卷十四·名宦志》：易貞元【元貞】，字正之，桂林舉人，嘉靖閒自崇陽令調知縣事，廉介自持、遇事不苟，禁強橫、恤孤弱，暇日集諸生講學論文，以德行道藝相切劘，政治有聲，當途交薦，未及遷而卒，行李蕭然，囊空如洗，士民醵金以殮，遠近銜哀、街衢罷市，崇民亦匍匐來弔，邑祀入名宦。
5. ↑  乾隆《岳州府志·卷二十·名宦》：易貞元【元貞】，字正之，桂林人，由舉人知崇陽，嘉靖二十八年調平江縣，清介自持、遇事不苟，禁強橫、恤孤弱，暇集諸生講學論文，政治有聲，當道交章薦之，未及遷而卒，囊無於貲，士民醵金遐邇哀號，至為罷市，崇陽士民亦匍匐來平奠之，舊祀邑宦祠。